# 申党

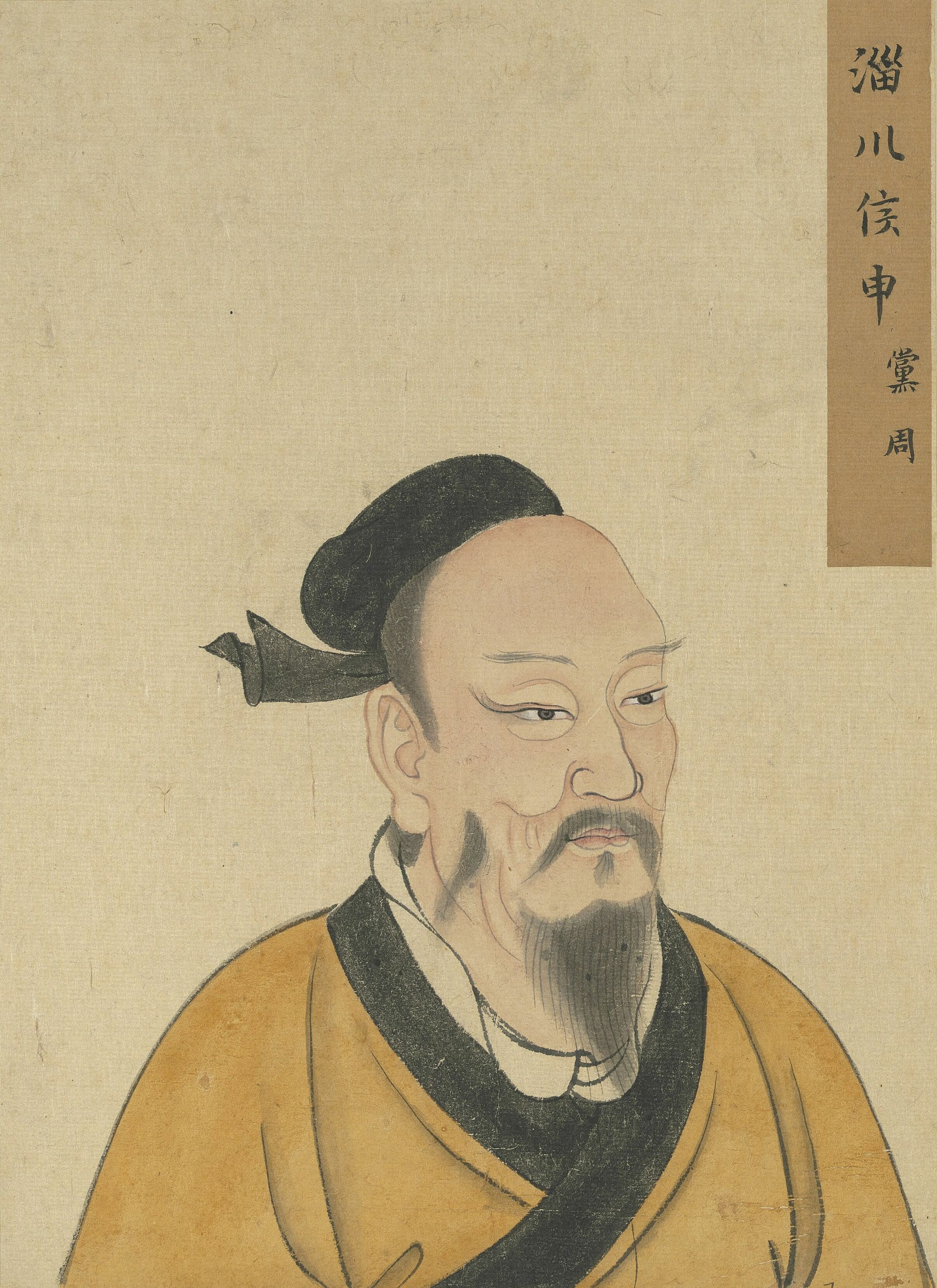
申黨

申党（？—？），《孔子家语》作申缭、申绩，字周。春秋时期魯國人。孔子弟子。

## 生平
《论语》有申枨，《论语·公冶长》：“子曰：‘吾未见刚者。’或对曰：‘申枨。’子曰：‘枨也欲，焉得刚？’。”《史记索隐》申缭、申党是一人，一说是两人。另外，公伯缭字周，《史记索隐》认为申缭、公伯缭是一人。 

## 歷代追封
- 漢明帝永平十五年（72年）從祀孔廟。
- 唐玄宗開元二十七年（739年）封申党为召陵伯、封申枨为鲁伯。
- 宋真宗大中祥符二年（1009年）封申党为淄川侯、封申枨为文登侯。
- 明世宗嘉靖九年（1530年）封先賢申子。

## 出處
1. ↑  《孔子家语·弟子解》